# Achyrospermum dasytrichum
Achyrospermum dasytrichum là một loài thực vật có hoa trong họ Hoa môi. Loài này được Perkins mô tả khoa học đầu tiên năm 1921.